# Dihydrogenfosforečnan draselný
Dihydrogenfosforečnan draselný je anorganická sloučenina se vzorcem KH2PO4. Jedná se o draselnou dihydrogensůl kyseliny fosforečné.

## Použití
KH2PO4 se používá jako analytické činidlo, k přípravě pufrů, v potravinářském průmyslu (jako regulátor kyselosti, stabilizátor a zdroj fosforu), farmaceutickém průmyslu a na úpravu pitné vody.